# Giovanna Maira
Giovanna Maira da Rosa Silva (Santa Cruz do Rio Pardo, 3 de outubro de 1986) conhecida pelo seu nome artístico Giovanna Maira, é uma cantora lírica brasileira (soprano), compositora, instrumentista, escritora e apresentadora de TV. Ela é totalmente cega de retinoblastoma desde um ano de idade.

## Biografia
Giovanna Maira nasceu na cidade de Santa Cruz do Rio Pardo, São Paulo. Iniciou seus estudos de piano com 3 anos e aos 5 anos começou a estudar teclado. Aos 12 anos ingressou no Conservatório Musical Villa-Lobos onde se formou em canto popular. Em 2004, iniciou sua graduação na Escola de Comunicações e Artes (ECA) da Universidade de São Paulo (USP), obtendo seu diploma em música especializada em canto e arte lírica. Durante o período de 2003 a 2012 foi aluna de canto do tenor Paulo Mandarino.
Como atriz, recebeu formação pela Oficina dos Menestréis de Deto Montenegro e, atualmente, integra o elenco do Teatro Cego, produzido pela Caleidoscópio Comunicação e Cultura (São Paulo), espetáculo teatral onde o público assiste a peças totalmente no escuro.

## Carreira
Seu primeiro álbum foi lançado de modo independente em 2008, pelo estúdio Staccatus Studio. Um Outro Olhar possui canções regravadas e quatro faixas de própria autoria. Em 2013, sob produção de Alex Gil e Jorge Durian, Giovana Maira lançou seu segundo álbum A Look Beyond, inaugurando seu ingresso no estilo crossover. "A ideia é instigar o ouvinte a olhar além como sugere o título, fechando os olhos e deixando-se ser conduzido pelo som, descobrindo, através dele, novas maneiras de ver o mundo assim como eu por toda vida tenho feito", diz a cantora.
Em 2006, foi vencedora do concurso Rosemary Kennedy, promovido anualmente pela Very Special Arts. Após ter vencido a eliminatória nacional, Giovanna concorreu com 86 países até alcançar o primeiro lugar na disputa. Dessa vitória resultou o seu primeiro show internacional na capital americana Washington D.C., no teatro John F. Kennedy Center for the Performing Arts, que contou com uma platéia composta por diplomatas e diversos membros de embaixadas.
Além dos inúmeros concertos realizados na Sala São Paulo (São Paulo), como solista e coralista, acompanhada pela Osusp (Orquestra Sinfônica da USP), Ocam (Orquestra de Câmara da Eca), Allegro Coral e Orquestra, Giovanna Maira também já realizou shows no Mube (Museu Brasileiro da Escultura), Masp (Museu de Arte de São Paulo), Teatro Bradesco e Itaú Cultural. Realizou shows no Credicard Hall, Via Funchal, Citibank Hall, entre outros. Apresentou-se no Teatro Municipal de São Paulo, cujo espetáculo, envolvendo música e ballet, teve cobertura ao vivo da Rede Globo de Televisão para o Domingão do Faustão.

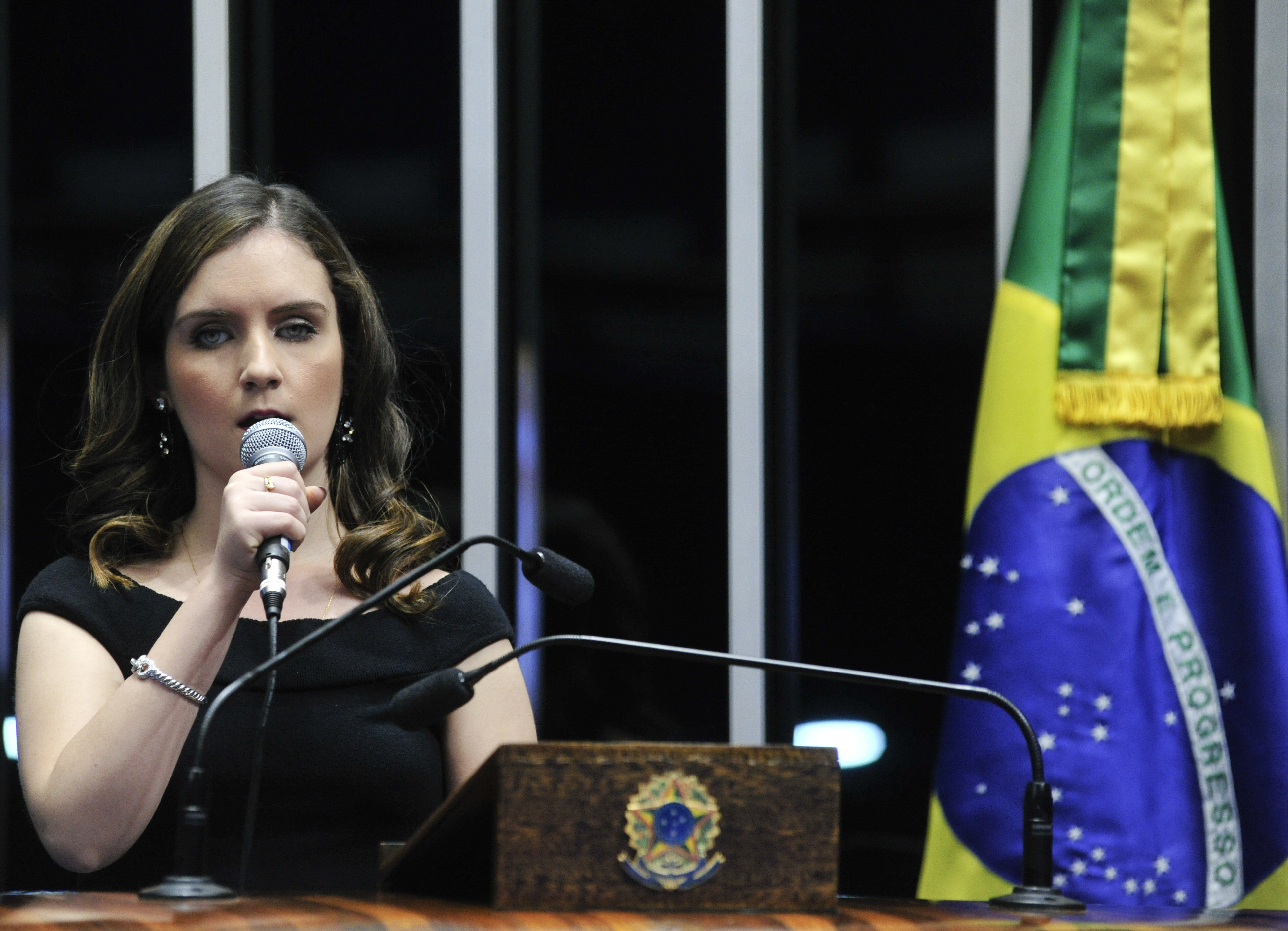
Giovanna Maira se apresentando no Senado Federal (2016)

Como solista, à frente da Orquestra Bachiana Jovem sob regência de João Carlos Martins, realizou grandes concertos, sendo um deles a abertura dos Jogos Pan-Americanos de 2007, no Rio de Janeiro, interpretando a obra de Heitor Villa-Lobos "Bachiana n. 5". A cantora também participou do musical An Evening with Andrew Lloyd Weber, dirigido por Maisa Tempesta. Participou, em 2005, do programa da Rede Globo de Televisão, Criança Esperança interpretando a canção "Music of the Night" (Andrew Lloyd Webber) acompanhada por um ballet de dançarinas com deficiência visual.
Nos anos de 2005 e 2008 cantou para o então presidente do Brasil, Luiz Inácio Lula da Silva (Lula) e em 2013 para a entao presidenta Dilma Rousseff, em evento particular no Palácio do Planalto. Giovanna realizou em 2013 a turnê Bravo Pavarotti ao lado do tenor Jorge Durian e a Orquestra Monte Carlo, na Flórida, que teve seu ápice na Galeria de Romero Britto em Miami.
Desde 2012, Giovanna Maira é convidada para concertos especiais realizados em navios das empresas Msc, Royal Caribbean, Pullmantur e Allure of the Seas.
Recentemente participou do programa da Rede Globo de Televisão Encontro com Fátima Bernardes contando um pouco sobre sua infância, carreira e como lidou com sua deficiência visual.
No primeiro semestre de 2016 Giovanna Maira lançou sua autobiografia, acompanhada de EP com músicas autorais interpretadas com toda a sensibilidade que lhe é característica. O livro conta com audiodescrição e versão em ebook, de forma a ser totalmente acessível.
Em 2017 Giovanna juntamente com os Tenores Jorge Durian e Armando Valsani se juntam para formar o grupo "A Bela e os Tenores" passando a partir de então a se apresentarem nos mais diversos palcos pelo país . Na sequência lançam o álbum "Hallelujah"
com produção de Alex Gill onde interpretam áreas sacras e canções natalinas 
No ano seguinte realizam o grande sonho de se tornarem apresentadores de tv e estreiam juntos pela Rede Vida de televisão o programa " A BELLA ITÁLIA" .

## Discografia

### Álbuns
- Um Outro Olhar (2008)

Faixas

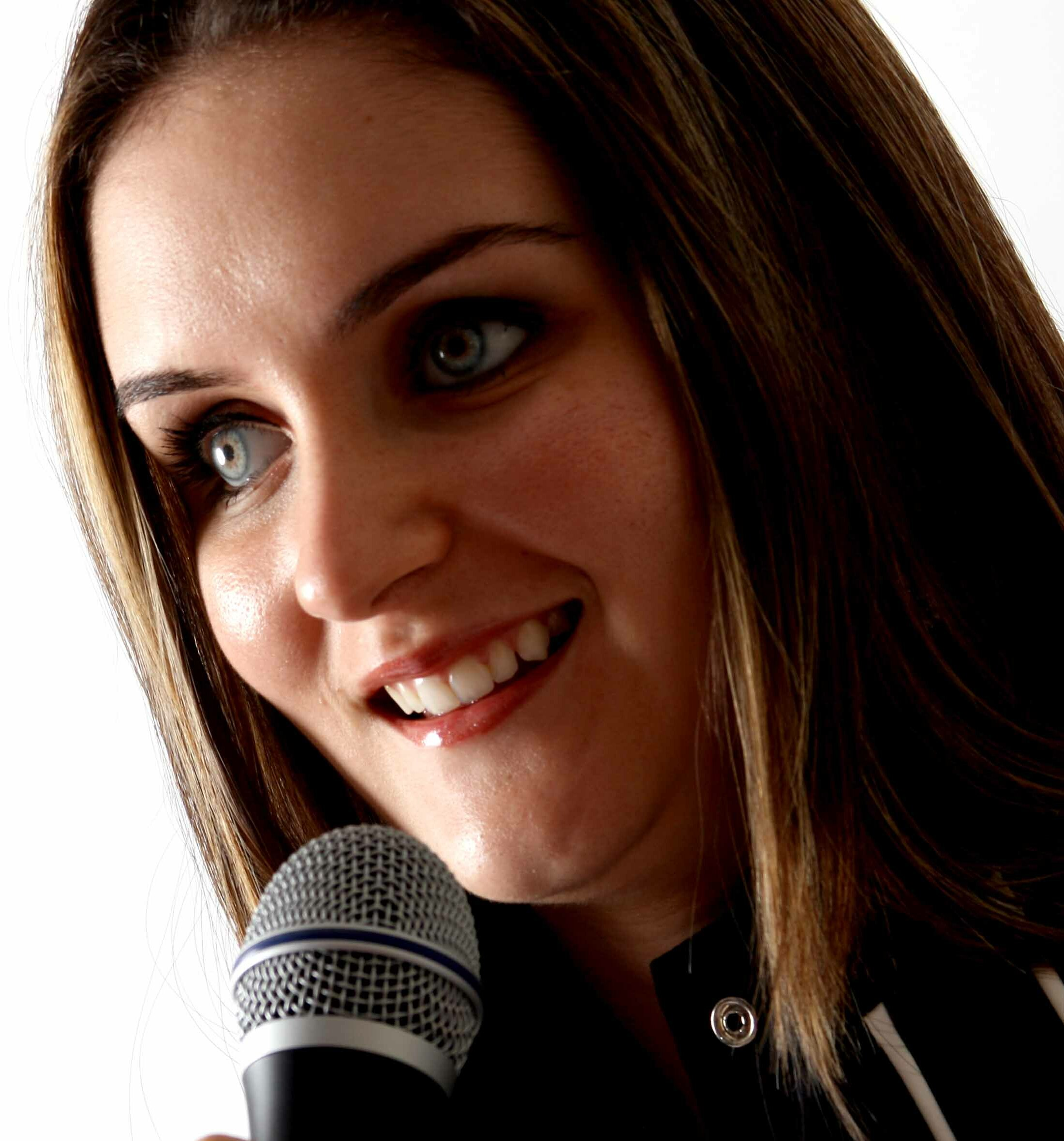
Ensaio pra capa do CD Um Outro Olhar (2008)

1. "Acreditando em Você" (Giovanna Maira)
2. "Dust in the Wind" (Kerry Livgren)
3. "Epitáfio" (Sérgio Britto)
4. "Mensagem a um Irmão" (Giovanna Maira)
5. "Um Outro Olhar" (Giovanna Maira)
6. "Deus do Impossível" (Alda Célia)
7. "Conquistando o Impossível" (Beno César e Solange de César)
8. "Mãe Rainha" (Giovanna Maira)
9. "Gentileza" (Marisa Monte)
10. "Sou Teu Anjo" (Dalvimar Gallo)

- A Look Beyond" (2013)

Faixas
1. "I Dreamed a Dream" (Alain Boublil)
2. "Nessun Dorma" (Giacomo Puccini)
3. "Nella Fantasia" (Ennio Morricone)
4. "The Prayer" (David Foster & Carol Bayer Sager)
5. "Angel" (Sarah  Mclachlan)
6. "Love of My Life" (Freddie Mercury)
7. "O Mio Babbino Caro" (Giacomo Puccini)
8. "All I Ask of You" (Andrew Lloyd Webber)
9. "Va Pensiero" (Giuseppe Verdi)
10. "Ave Maria" (Franz Schubert)

- Hallelujah"(2017)